# Терюшков, Роман Игоревич
Роман Игоревич Терюшков (род. 20 декабря 1979, Москва, РСФСР, СССР) — российский политик, депутат Государственной Думы VIII созыва с 2021 года. Член Генерального Совета партии «Единая Россия».

## Биография
Роман Терюшков родился 20 декабря 1979 года в Москве, большую часть детства провёл в Балашихе. С отличием окончил Московский государственный агроинженерный университет имени В. П. Горячкина по специальности «Экономика и управление». Был активистом «Молодой Гвардии Единой России», в 2009 году стал руководителем центрального штаба этой организации.
С 2012 года Терюшков руководил муниципалитетом Головинское в Москве. В 2013 году перешёл на работу в Московскую область, где в начале 2014 года был назначен руководителем администрации городского округа Балашиха. В августе 2014 года стал министром физической культуры и спорта Московской области. 19 сентября 2021 года был избран депутатом Государственной думы от Люберецкого одномандатного округа. Вошел в состав комитета по физической культуре и спорту. Член наблюдательного совета ФК «Химки».
Терюшков является ярым сторонником введения паспорта болельщика (Fan ID). Он раскритиковал фанатов ФК «Химки», заявивших о бойкоте матчей. В 2022 году предложил приравнять смену спортивного гражданства для спортсменов сборной России к госизмене.
В феврале 2024 года написал донос на философа Юлию Синеокую, после которого Российская академия наук лишила её как своего члена-корреспондента памятной медали из-за статуса иностранного агента. На своей странице в социальных сетях депутат отметил, что будет в дальнейшем добиваться лишения Юлии Синеокой выплат, положенных ей как членкору Академии наук, а также исключения из РАН всех учёных, получивших в России статус «иноагента».

## Санкции
Из-за вторжения России на Украину находится под международными санкциями стран Евросоюза, США, Великобритании, Канады, Швейцарии, Австралии, Японии, Новой Зеландии и ряда других стран